# Давид-Гареджі

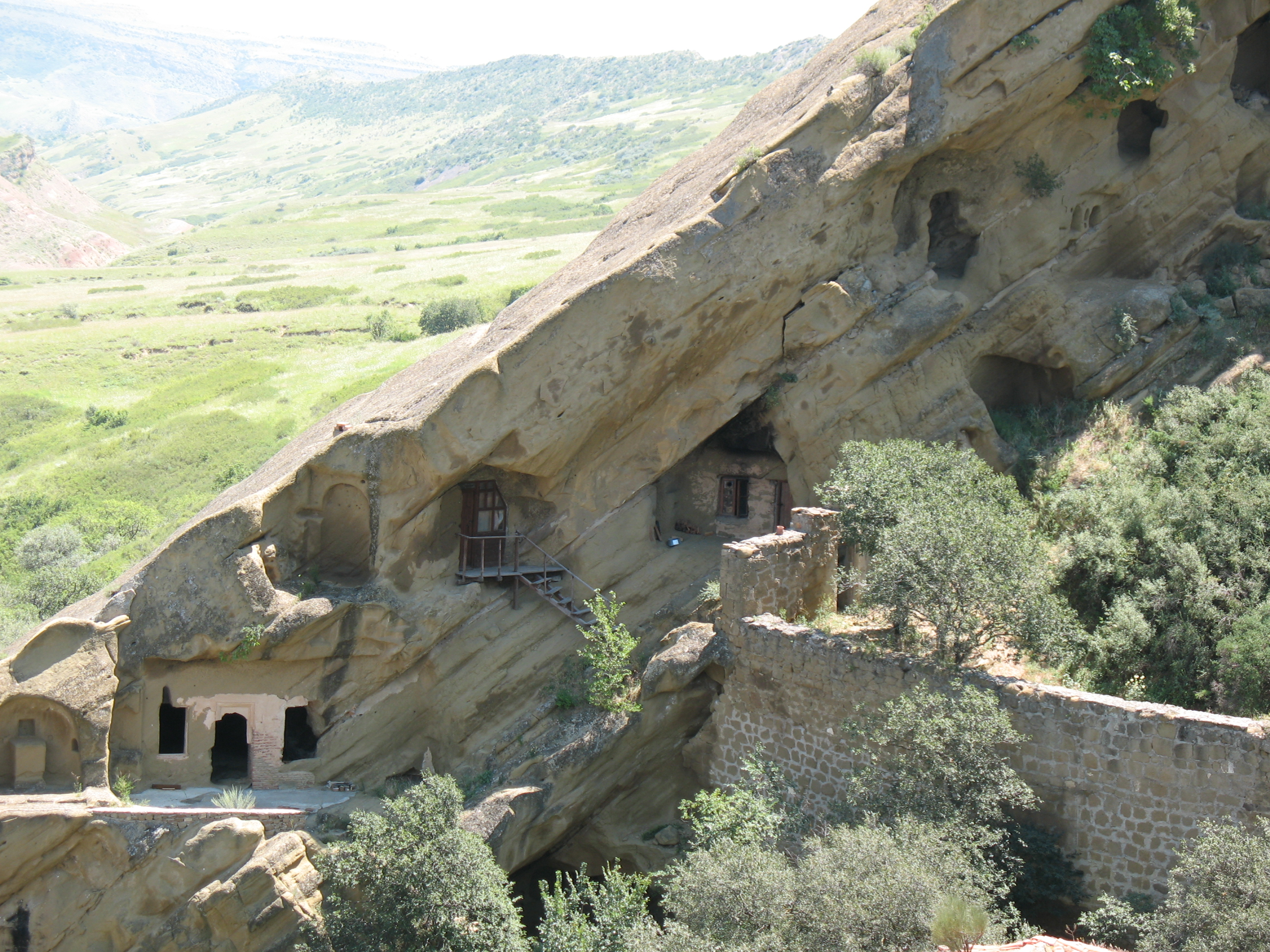

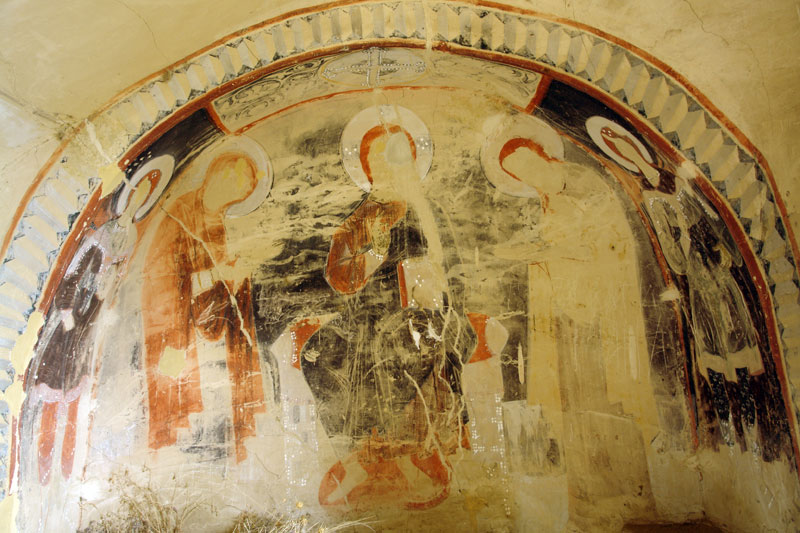

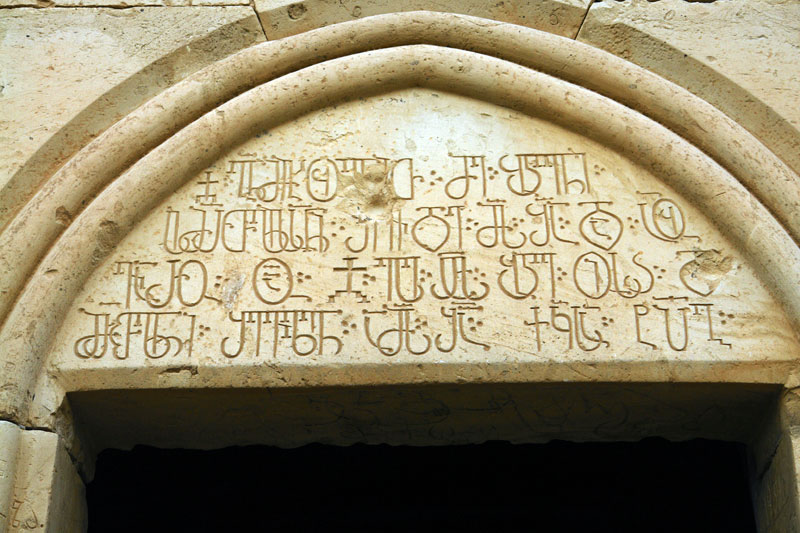
Грузинські написи біля входу в лавру святого Давида, Давид-Гареджі

Давидо-Гареджійський монастирський комплекс, Давид-Гареджі (груз. დავითგარეჯის სამონასტრო კომპლექსი, азерб. Keşiş Dağ) — комплекс грузинських печерних монастирів VI століття, що сьогодні має статус лаври. Розташований за 60 км на південний схід від Тбілісі, на грузинсько-азербайджанському кордоні, і тягнеться на 25 км вздовж схилів напівпустельного Гареджійського кряжа. Державний кордон між Грузією та Азербайджаном ділить монастирський комплекс Давид-Гареджі на дві частини.

## Монастирський комплекс
Комплекс являє собою висічені в скелях близько 20 монастирів і охоплює території трьох районів Грузії — Гардабанського, Сагареджійського і Сігнахського. Головним монастирем вважається лавра св. Давида, яка розташована на північному схилі гори, що розділяє Грузію та Азербайджан. Кордон проходить по вершині гори, яку грузинські історики називають Удабно, за назвою одного з монастирів. Цей монастир знаходиться на азербайджанській території — на південному схилі гори. Крім них на південному схилі гори розташовані більш 100 печер, які використовувались монахами як келії. Найбільше віддалений від кордону монастир Бертубані (датується XII століттям), який знаходиться на відстані приблизно двох кілометрів від неї.
У багатьох церквах і трапезних монастирів збереглися фрески VIII–XIV ст. з портретами історичних осіб, у тому числі портрет цариці Тамари.

## Історія
Найдавніший монастир комплексу, Лавра Давида, заснований на початку VI ст. сирійським ченцем  Давидом, одним з 13 сирійських отців, який поселився в печері природного Гареджі. У тому ж VI ст. його учні та послідовники Додо і Лукіан заснували ще два монастирі — монастир Додо (Додос РКА) і Натліс-Мцемелі (Іоанна Хрестителя).
В IX столітті Іларіоном Картвелі були споруджені Преображенська церква і трапезна, згодом упорядковані сином Давида Будівельника Дмитром, автором знаменитого піснеспіва «Ти є лоза виноградна», вважається шедевром грузинської церковної музики.
Найдавніші монастирі Давид Гареджі — це лавра Давида, монастир Додо і Натліс-Мцемелі — були засновані в 1-й половині VI ст., у X–XIII ст. утворилися інші монастирі. У багатьох церквах і трапезних фрески VIII–XIV ст. з портретами історичних осіб.
Найбільшого розквіту Давід-Гареджа досягає в XI–XIII століттях. У цей час з'являються нові монастирі — Удабно, Бертубані і Чічхітурі. Розширилася і була упорядкувана Лавра Давида, споруджена на схилах невеликого ущелини. У монастирі, де вперше влаштувався Давид, був влаштований терасний двір, побудовані нові келії, трапезна і церква. Незабаром спорудили басейн, канали і резервуари.
Священною реліквією стає єдине у цій місцевості джерело «сльози Давида», у якого тамували спрагу перші монахи-пустельники.
До цього ж періоду, який збігається з об'єднанням Грузії і підпорядкуванням монастиря Гареджі царського двору, відноситься розпис церков і трапезних.
У монастирі Удабно виникає гареджійская школа живопису, яка досягає творчої зрілості в розписах Бертубані. Фрески монастирів Давид-Гареджі у своєму історичному розвитку пов'язані з монументальним живописом середньовічної Грузії, і в той же час їх характеризує своєрідність, що виражається в новому рішенні релігійних сюжетів, особливо графіки, в підвищеній експресії і абсолютно оригінальному колориті.
Гареджійская школа живопису є одним з найвидатніших явищ у культурному житті середньовічної Грузії. Значення розписів Давід-Гареджа полягає ще й у тому, що деякі з них являють собою портрети історичних осіб — Давида IV Будівельника в Натлісмцемелі, цариці Тамари і Георгія Лаша в Бертубані, Димитрія Саможертвователя і ряду ктиторів в Удабно.
У XII столітті, коли на чолі монастирів стає Онуфрій Гареджелі, Давид-Гареджі перетворюється на культурно-просвітницький центр всієї Східної Грузії.
У XIII столітті, під час монгольських навал, монастирі були пограбовані і зруйновані. Вогню були віддані рукописи, зразки мистецтва.
Завмерло життя в Бертубані, в руїни були перетворені монастирі Лавра Давида, Натлісмцемелі, Додос РКА. Лише через кілька століть, при безпосередній підтримці народу Картлі і Кахеті, починається відродження монастирів, хоча феодальна роздробленість Грузії цього періоду не дає їм можливості досягти колишньої сили і слави.
На межі XIV–XV століть Тамерлан (Темурленг) піддав Грузію вогню і мечу. Руйнування країни, природно, позначилося і на монастирях Давід-Гареджа. Ще більш економічно ослаблені, вони втрачають своє культурне значення.
У цей час припиняє своє існування гареджійская школа живопису.
У 1615 році полчища Шах-Аббаса за одну ніч винищили всіх ченців і розграбували монастирі.
З кінця XVII століття царі Теймураз, а потім Арчіл намагаються відновити Давідгареджійський комплекс.
Його відродження фактично починається з 1690 року, коли настоятелем в Гареджі був призначений Онуфрій Мачутадзе. За час його плідної сорокарічної діяльності були відновлені старі права монастиря, повернуті землі, які належали йому, для захисту від ворогів були зведені фортечні огорожі, споруджені вхід і трапезні.
У XVIII столітті в результаті частих нападів на монастирі та їх руйнування, а починаючи з XIX століття в зв'язку з появою в містах Грузії духовних і світських шкіл інтерес до Давід-Гареджа поступово спадає. У другій половині XIX століття монастирі спорожніли, і лише в Натлісмцемелі залишилося кілька ченців.
Протягом свого багатовікового існування монастирський комплекс Давид-Гареджі багато разів зазнавав погромів і руйнування, але витримав випробування століть, зігравши істотну роль у духовному розвитку країни.

## Написи монастиря
За підрахунками в Давидо-Гареджійському монастирі у великій кількості є написи: грузинські, а також до 20 вірменських, 8 грецьких і 21 східна (арабським письмом), а також унікальна у своєму роді тетралінгва, тобто чотиримовний — грузинською, вірменською, грецькою та арабською.

## Територіальна суперечка

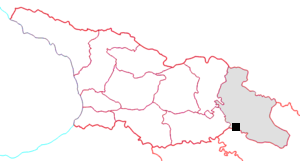

У зв'язку з тим, що частина монастирського комплексу знаходиться на території Азербайджану, він є предметом територіальних суперечок між Грузією та Азербайджаном з 1991 року. На думку грузинських ченців, що живуть у монастирі, все, що відбувається — це частина плану, розробленого за радянських часів, і метою якого є підрив відносин між християнами-грузинами та мусульманами-азербайджанцями. Згідно з думкою заступника міністра закордонних справ Грузії, Георгія Манджгуладзе, Грузія бажала б розміняти цю територію, у зв'язку з особливою культурною та історичною значимістю комплексу для Грузії. Баку відмовляється обмінювати територію через стратегічне розташування висот. У 2010 році заступник міністра закордонних справ Азербайджану зазначив, що «Територіальним обмінам немає місця. Ми не обговорюємо це питання.»
У лютому 2021 року синод Грузинської православної церкви видав заяву: Чічхітурі і Удабно, які є на спірній території є «частиною історичної, релігійної та культурної самобутності грузинської нації».

## Галерея

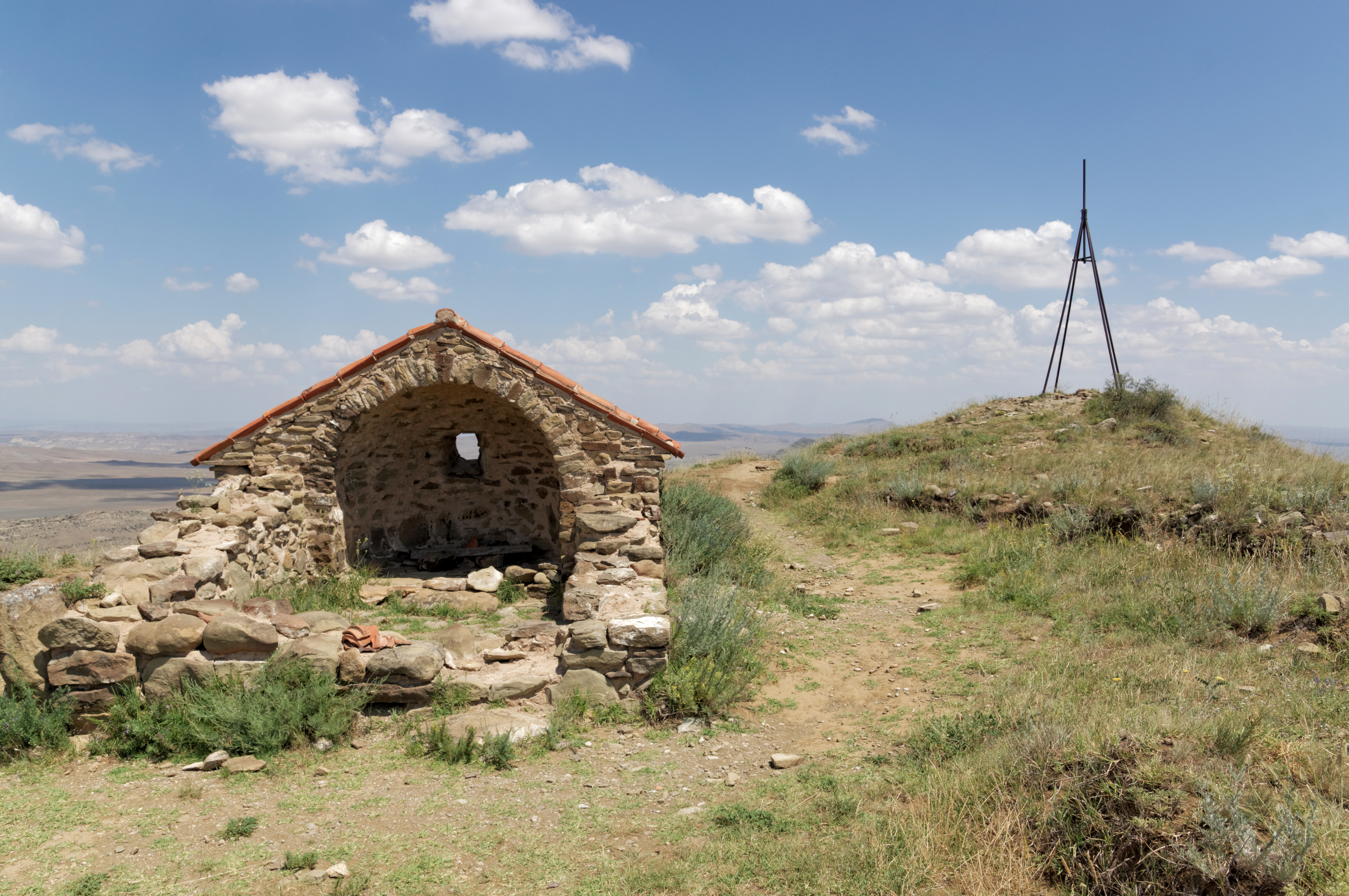
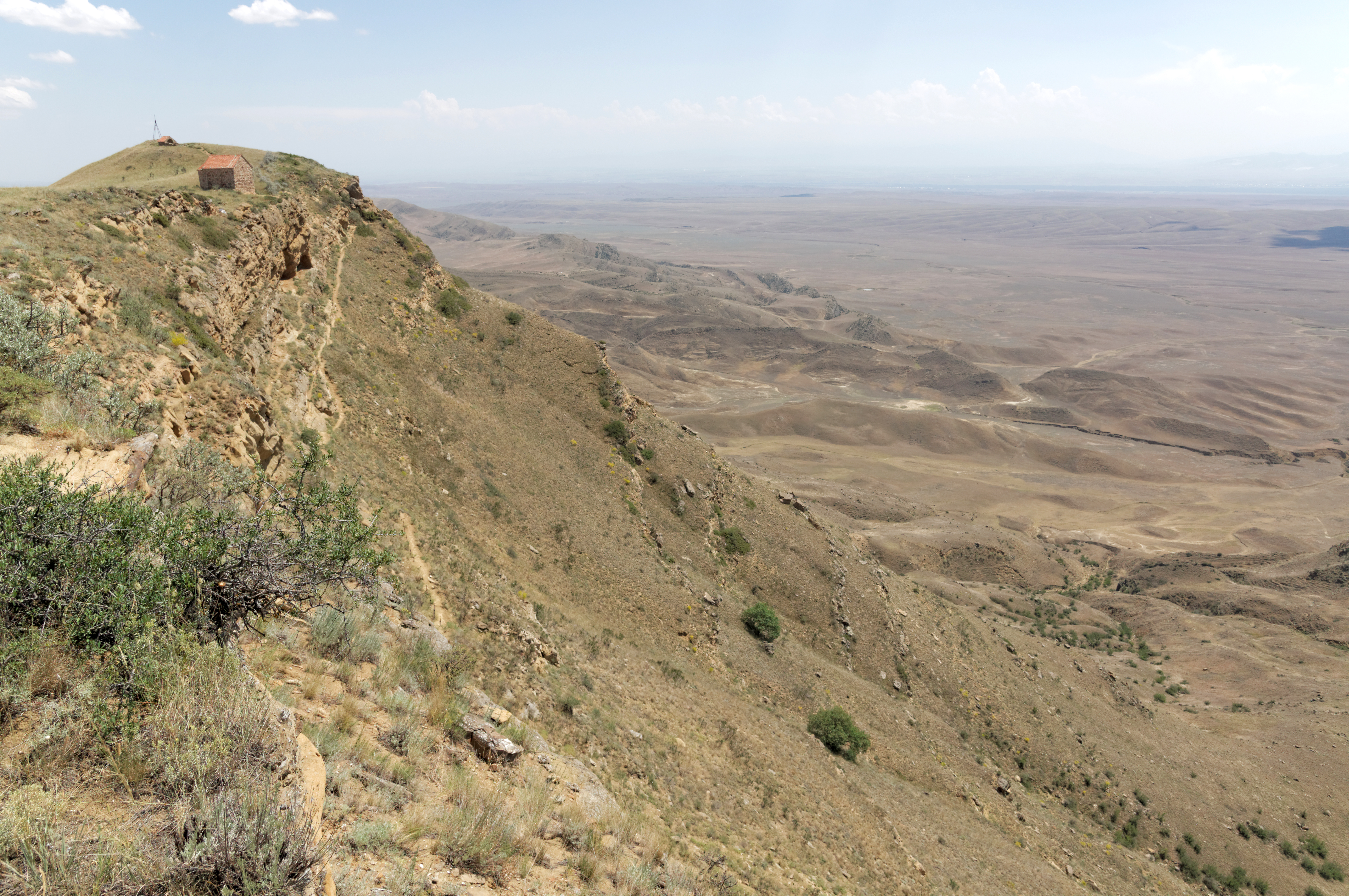
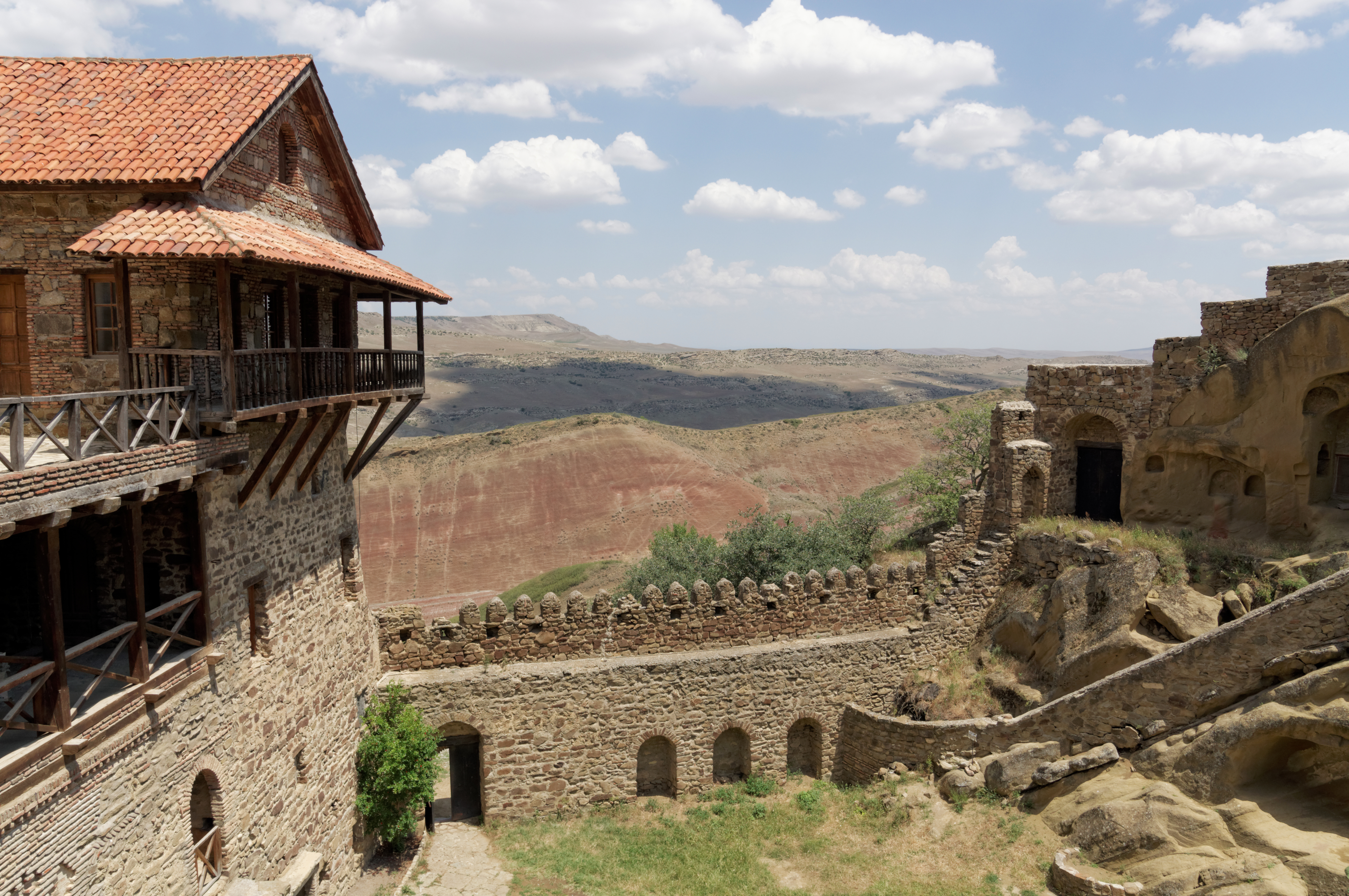
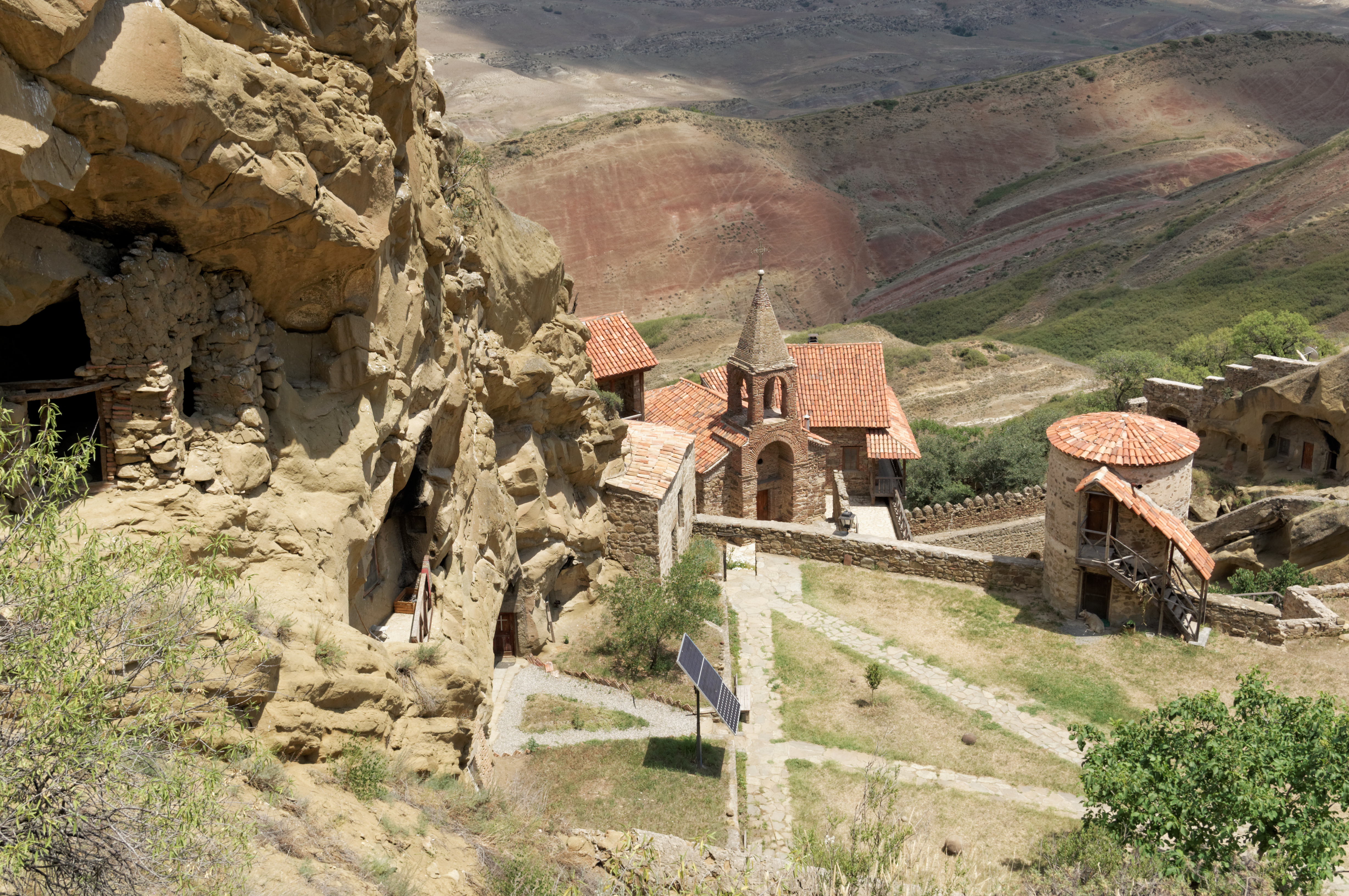
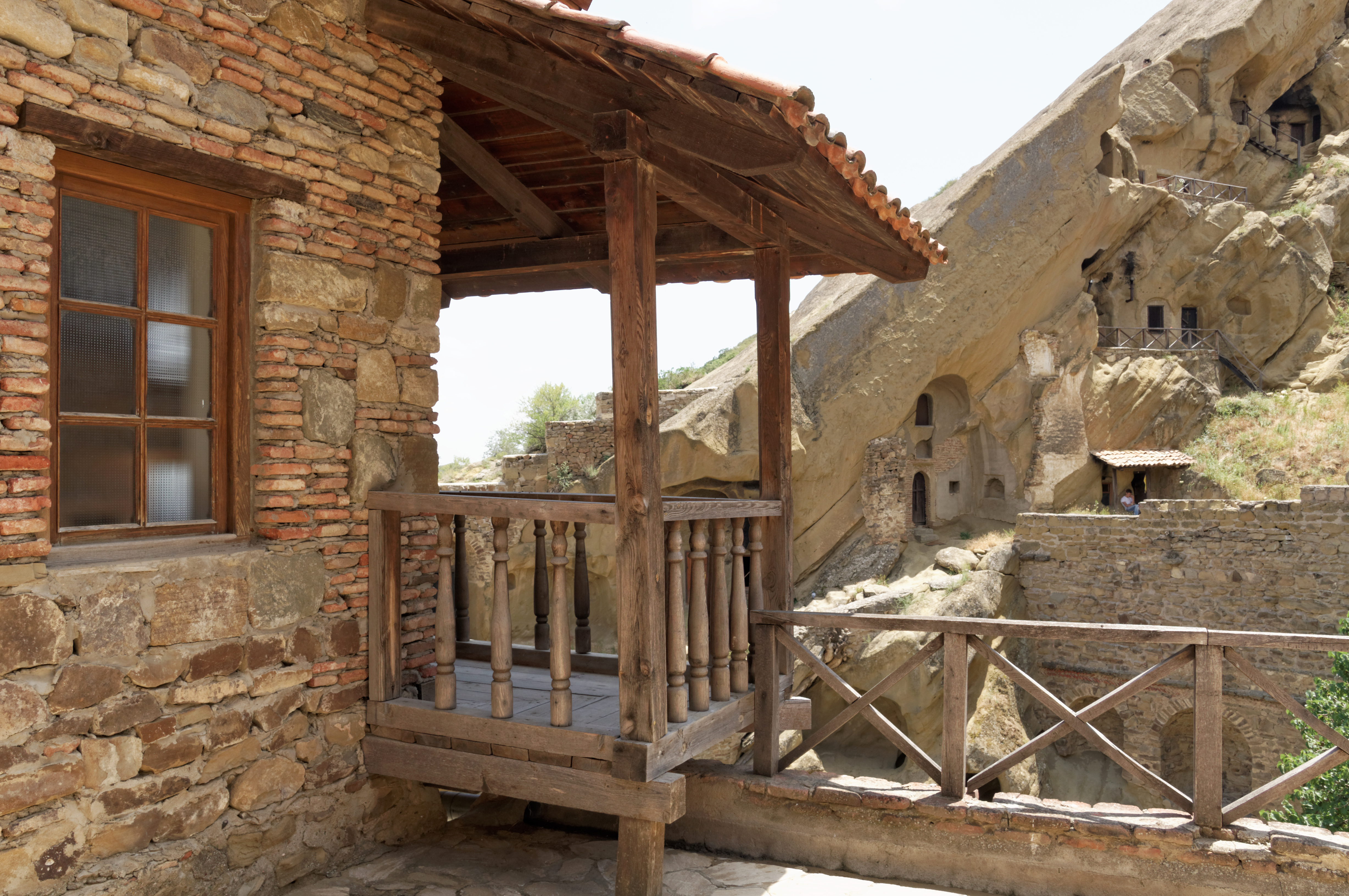
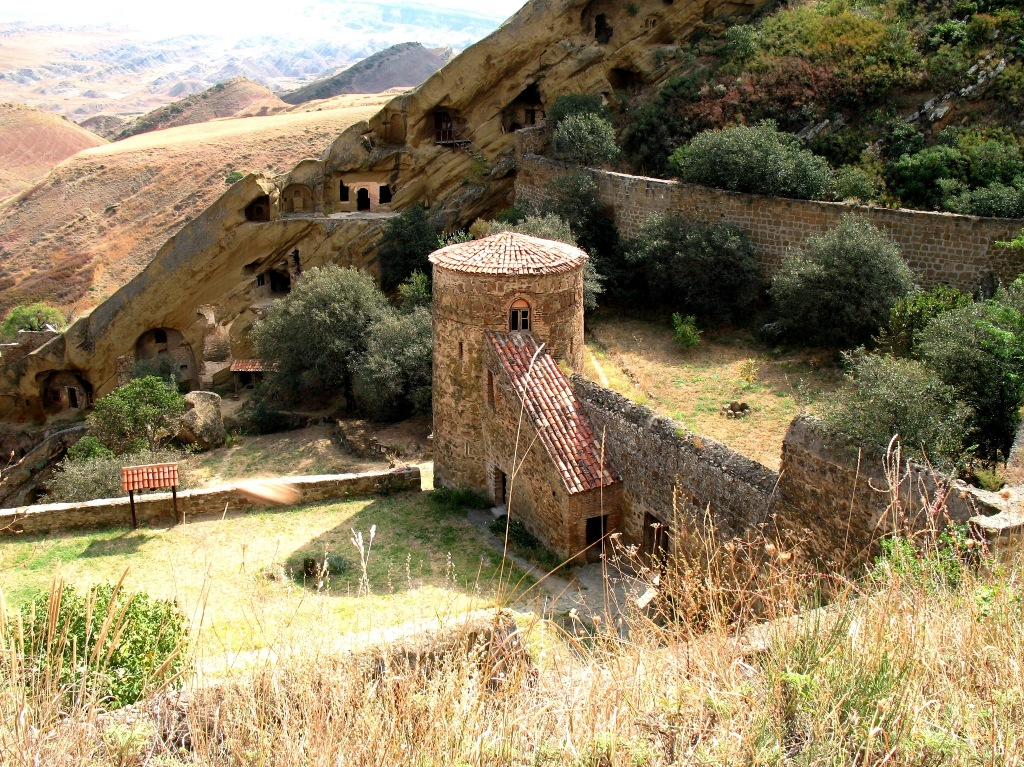
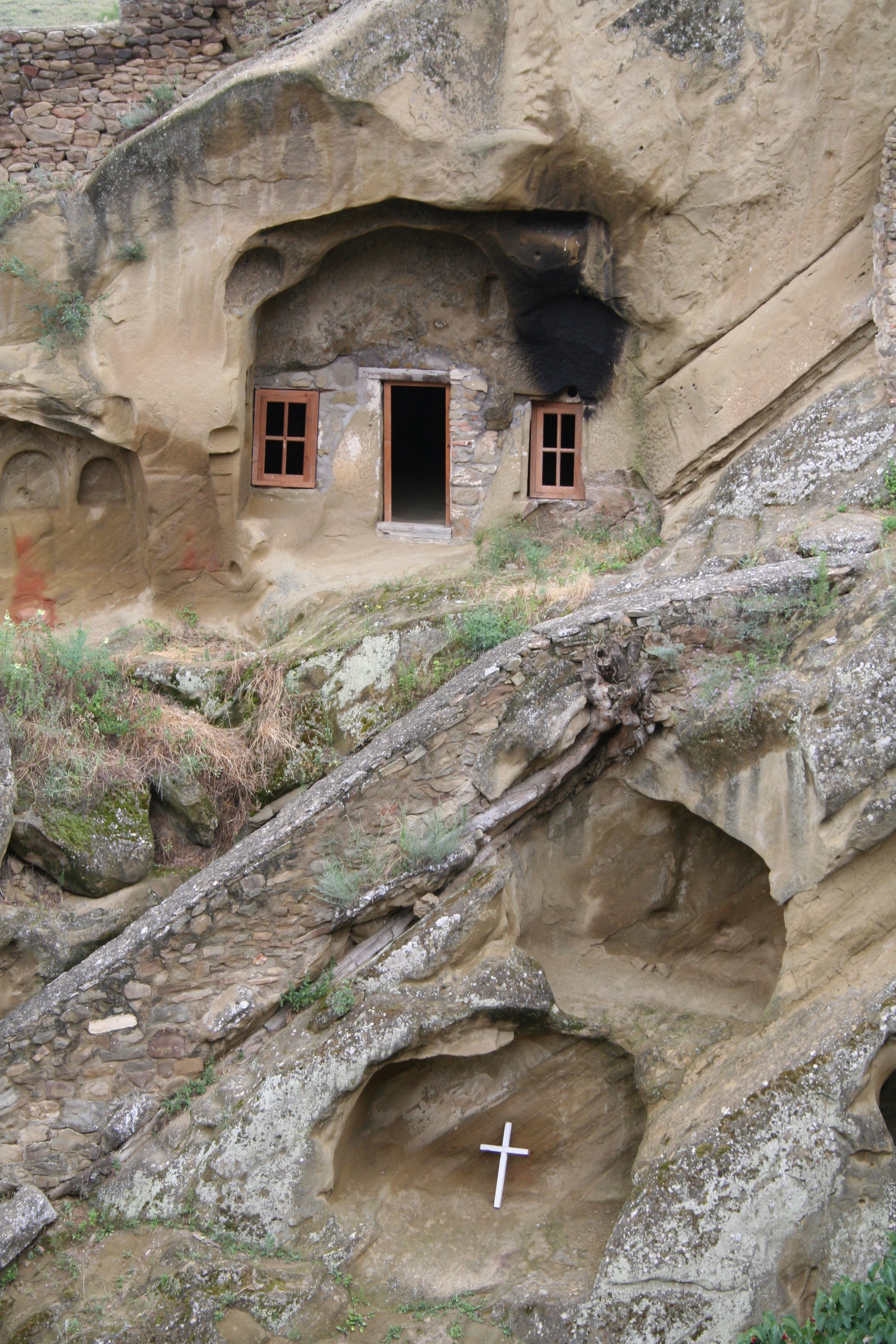
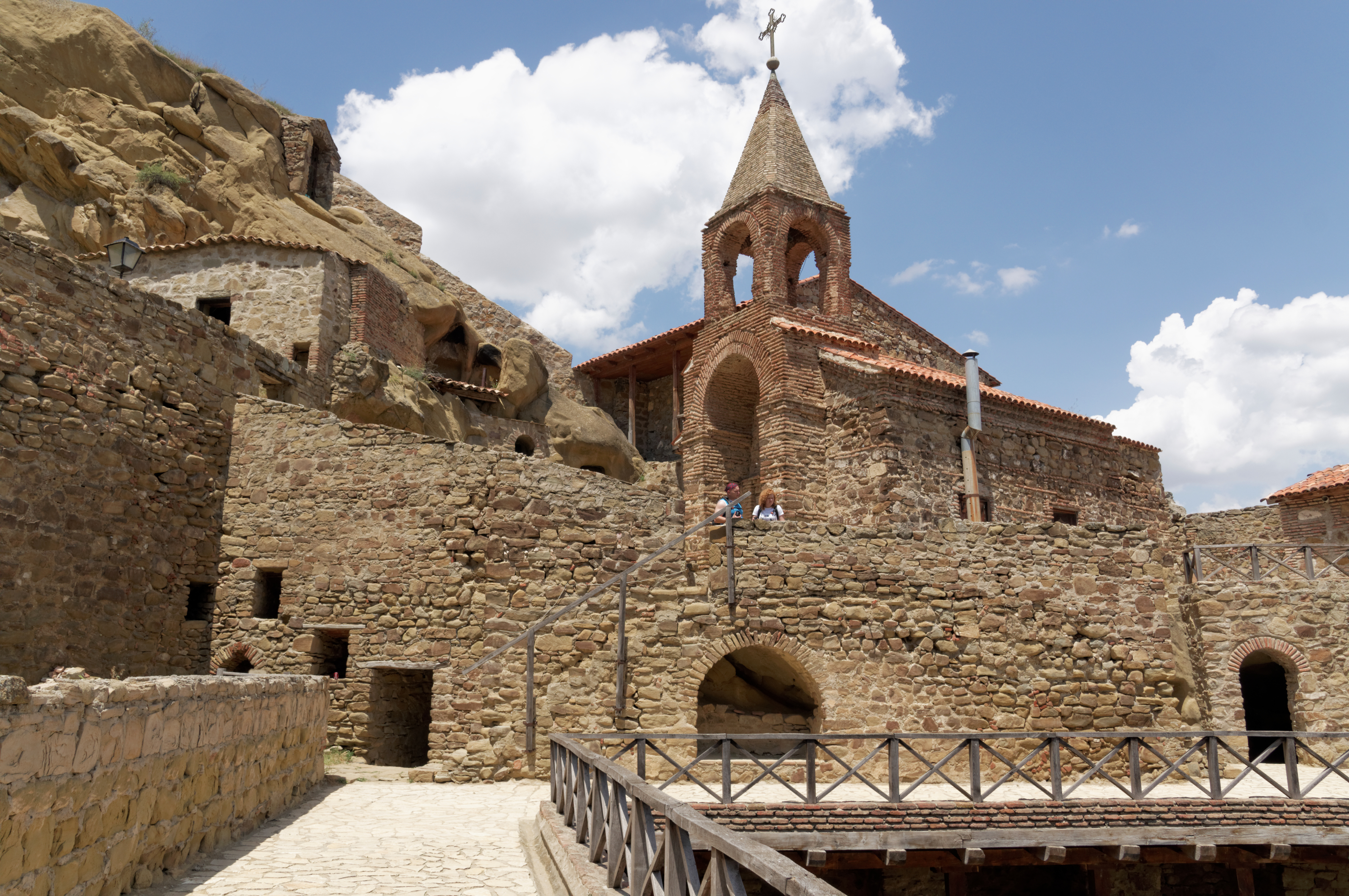
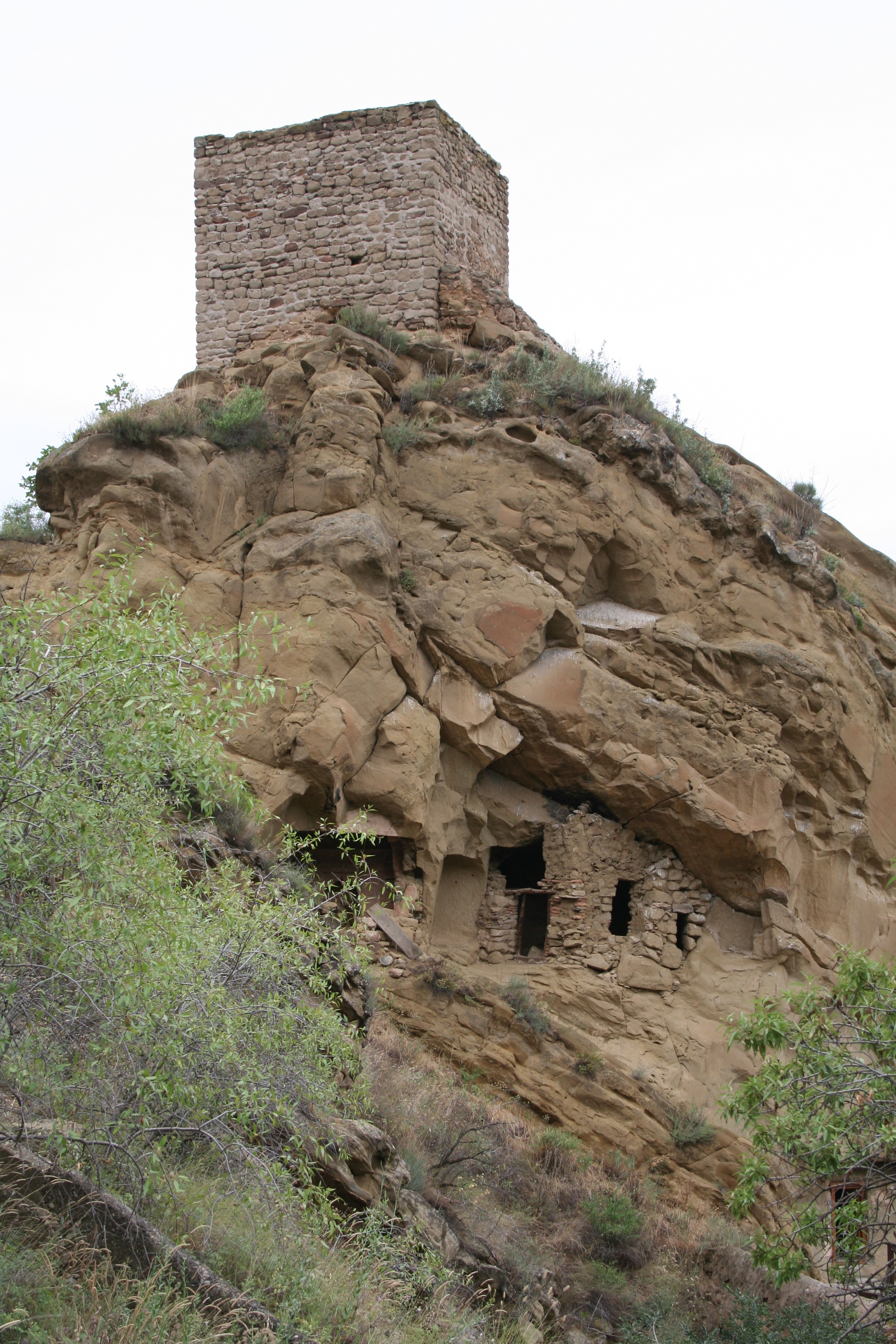
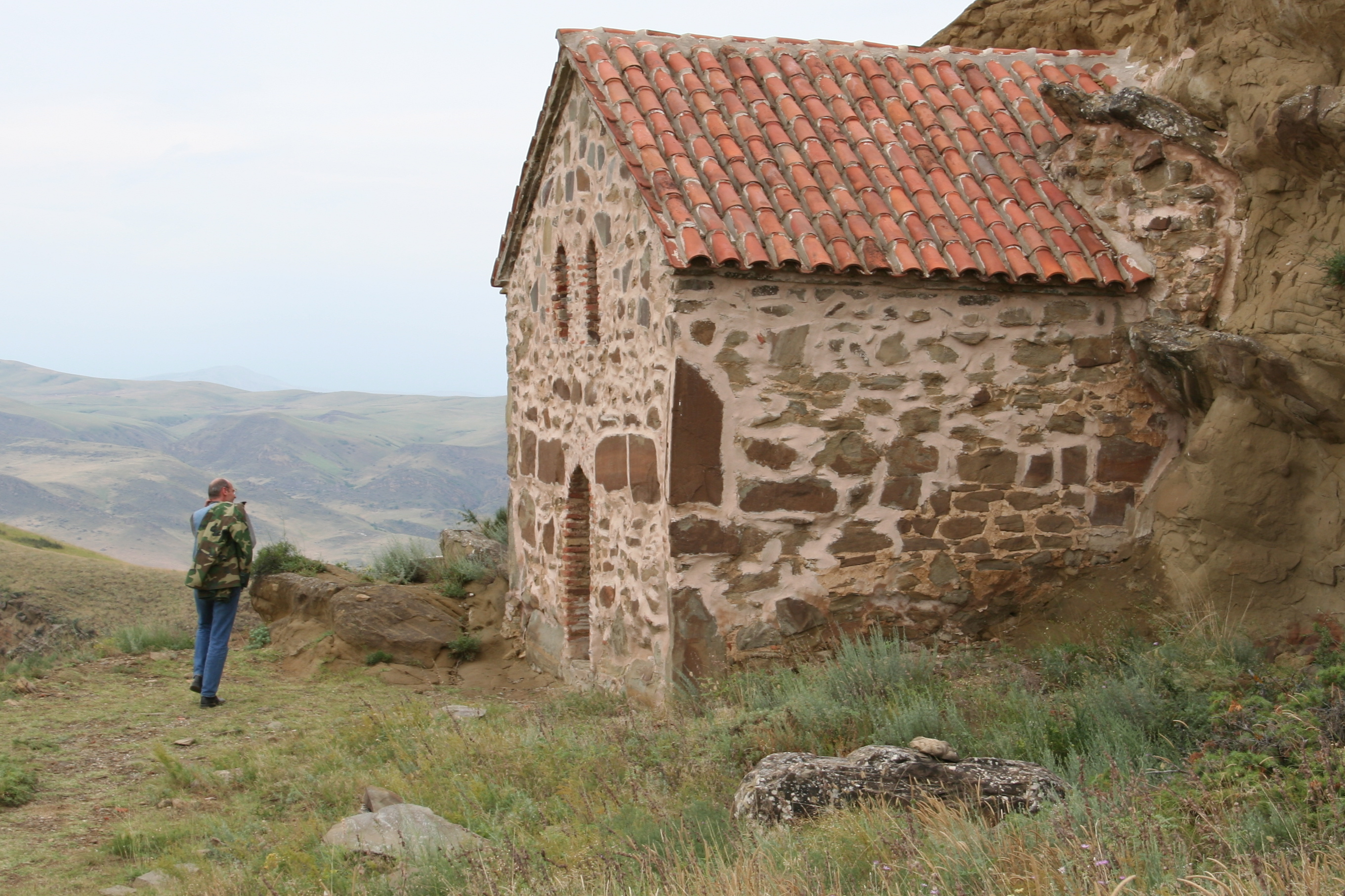
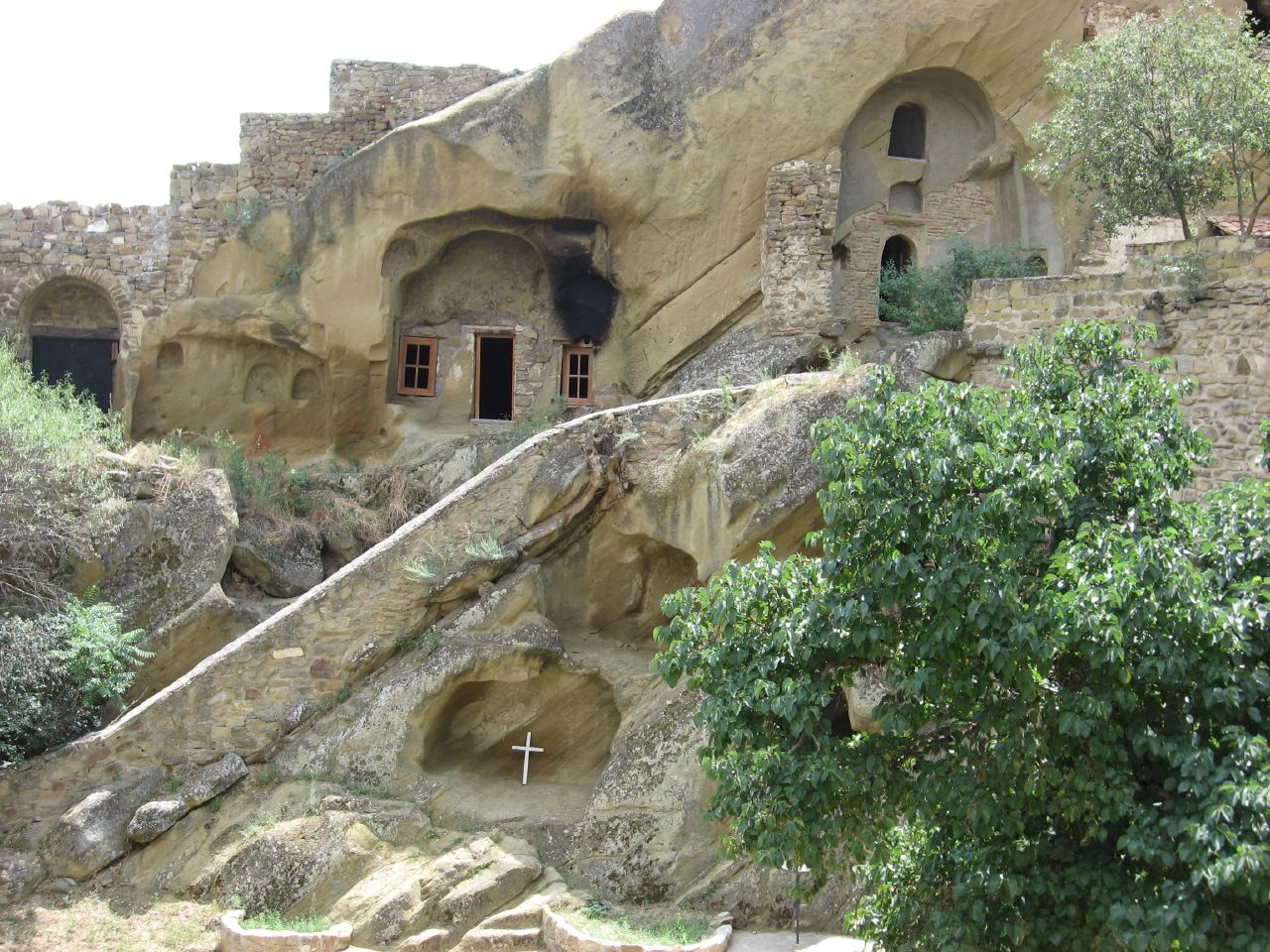
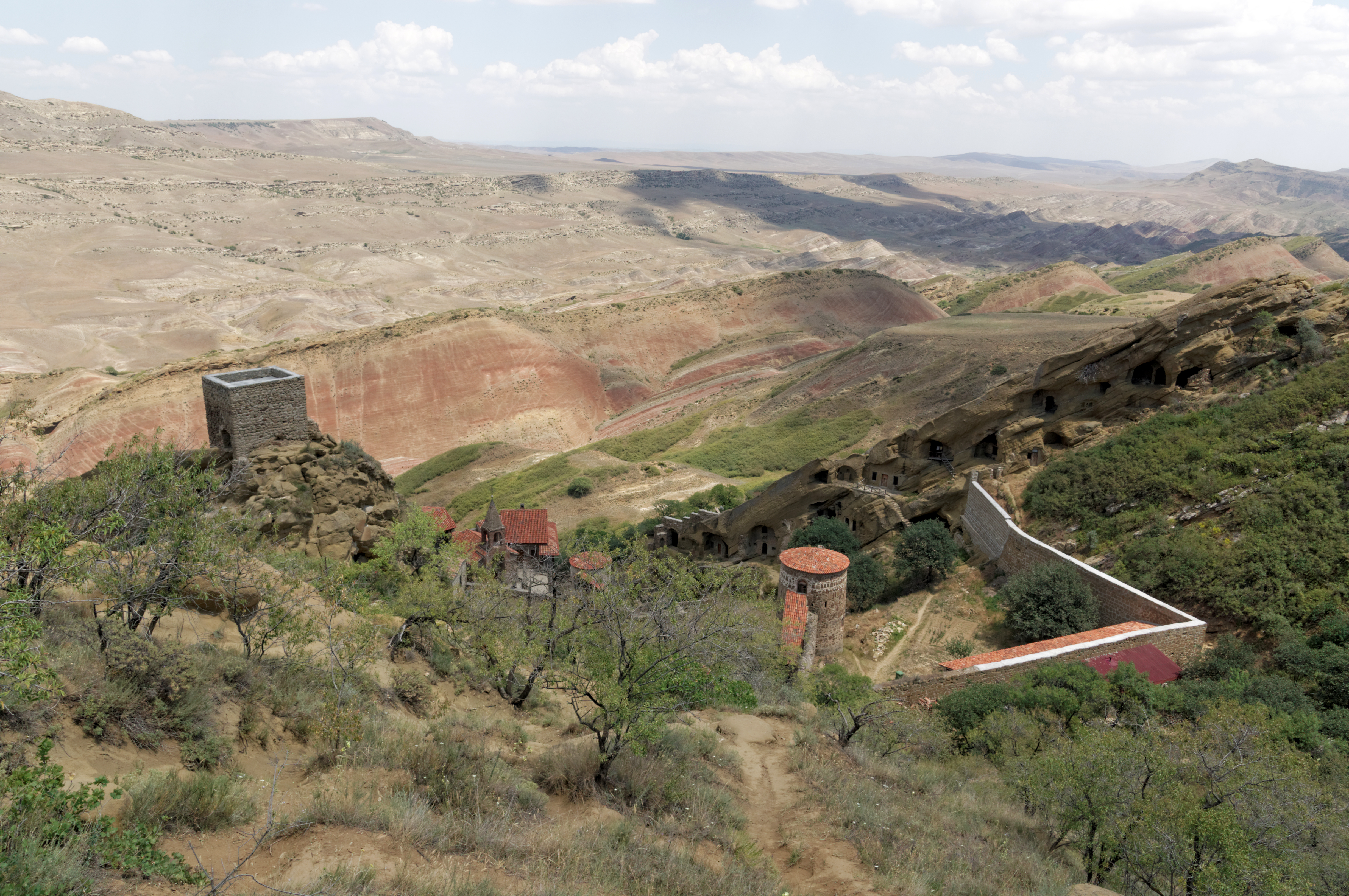
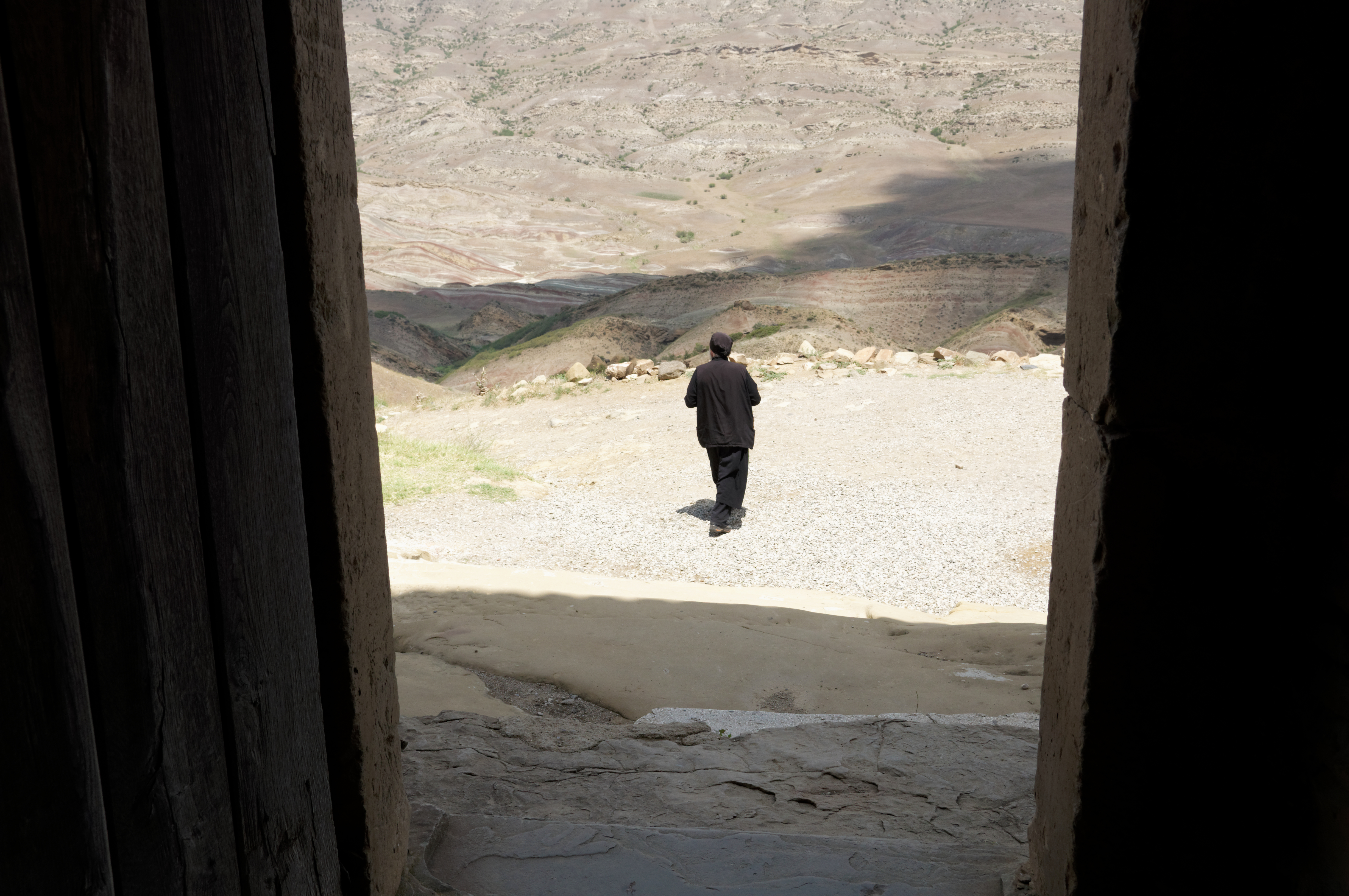